# Muszlowiec wielkooki
Muszlowiec wielkooki (Lamprologus ocellatus) – gatunek słodkowodnej ryby z rodziny pielęgnicowatych (Cichlidae). Bywa hodowana w akwariach. 

## Zasięg występowania
Litoral piaszczysty Jeziora Tanganika w Afryce, na głębokości do 30 m. Gatunek endemiczny.

## Opis
Ciało lekko bocznie spłaszczone, jasnobrązowe. Duże oczy wystające ponad czoło. Ciemna plama na pokrywach skrzelowych.
Ryby terytorialne, agresywne nawet w stosunku do większych od siebie współmieszkańców. Dobierają się w pary. Za swoją kryjówkę i miejsce rozrodu obierają pustą muszlę ślimaka. Samica składa w muszli do kilkunastu ziaren ikry. Larwy wykluwają się po ok. 3 dniach, a po kolejnych 7 dniach narybek rozpoczyna samodzielne żerowanie. Ikrą i narybkiem opiekują się obydwoje rodzice. Młode mogą pozostawać z rodzicami nawet w czasie kolejnego tarła.
Dymorfizm płciowy: samce - osiągające ok. 6 cm długości - są większe od samic, które dorastają do 3,5 cm. 

## Warunki w akwarium
| Zalecane warunki w akwarium | Zalecane warunki w akwarium                                     |
| --------------------------- | --------------------------------------------------------------- |
| Zbiornik                    | minimum 60 cm dla jednej pary, piaszczyste dno, muszle ślimaków |
| Temperatura wody            | 25–28 °C                                                        |
| Twardość wody               | twarda 8–25°n                                                   |
| Skala pH                    | 7,5–8,5                                                         |
| Pokarm                      | drobny żywy, mrożony i suchy                                    |